# 雅琥
雅琥，最初名為雅古，字正卿，元朝色目人，祖先为汪古部也里可温世家。他是元朝的一位进士以及诗人。
泰定元年（1324年），擔任秘书监著作佐郎。至顺元年（1330），考中进士，擔任奎章阁参书。後來擔任广西静江路同知、福建盐运司同知。他的著作有《元秘书监志》。《元诗选》二集辑有其《正卿集》诗一卷。